# 科姆索莫利湖

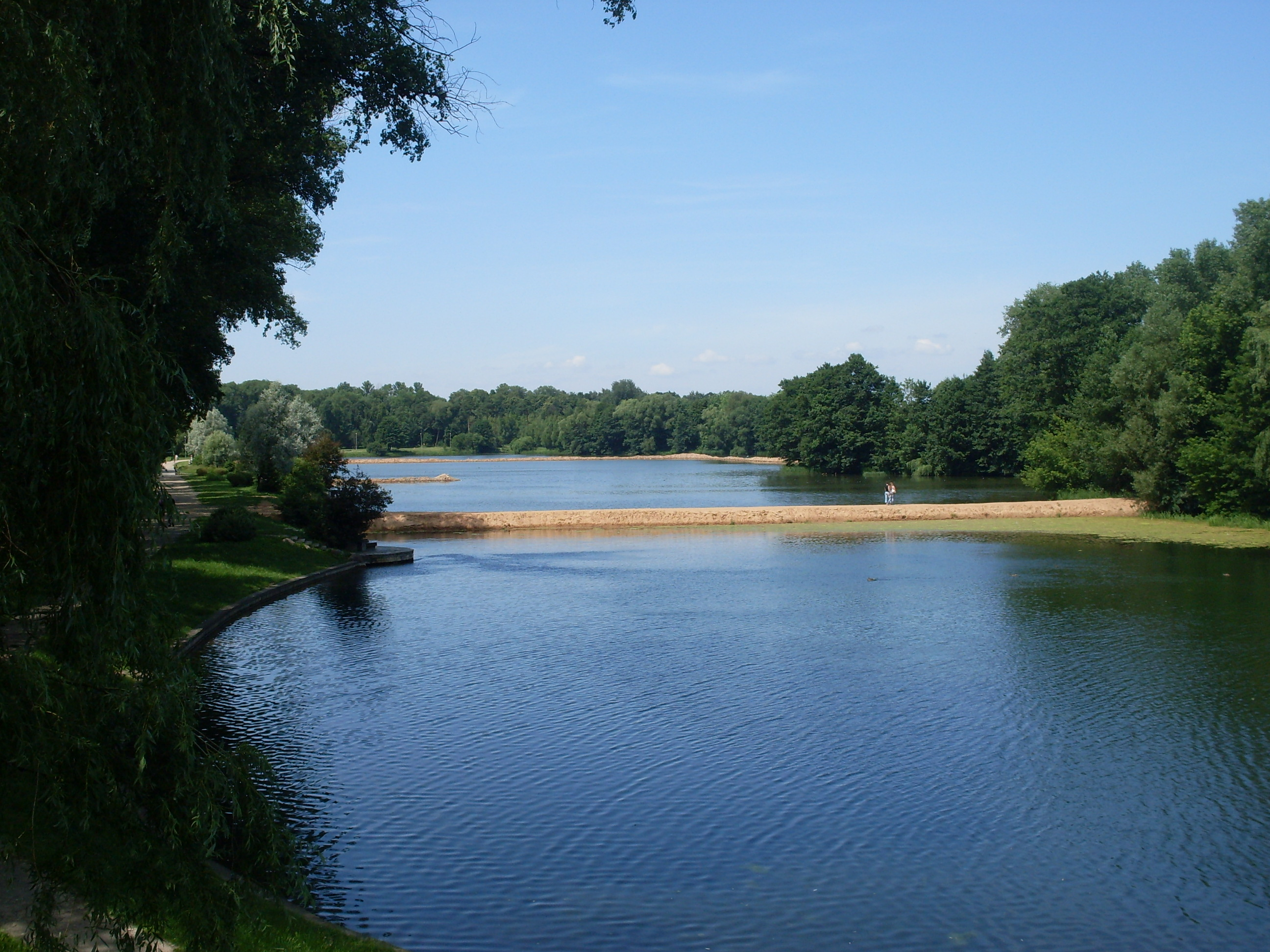
科姆索莫利湖

科姆索莫利湖（白俄羅斯語：Камсамольскае возера）是白俄羅斯的人工水庫，位於首都明斯克西北面的斯維斯拉奇河流域，長1.5公里、寬0.4公里，面積0.42平方公里，平均水深1.9米，最大水深4.5米。

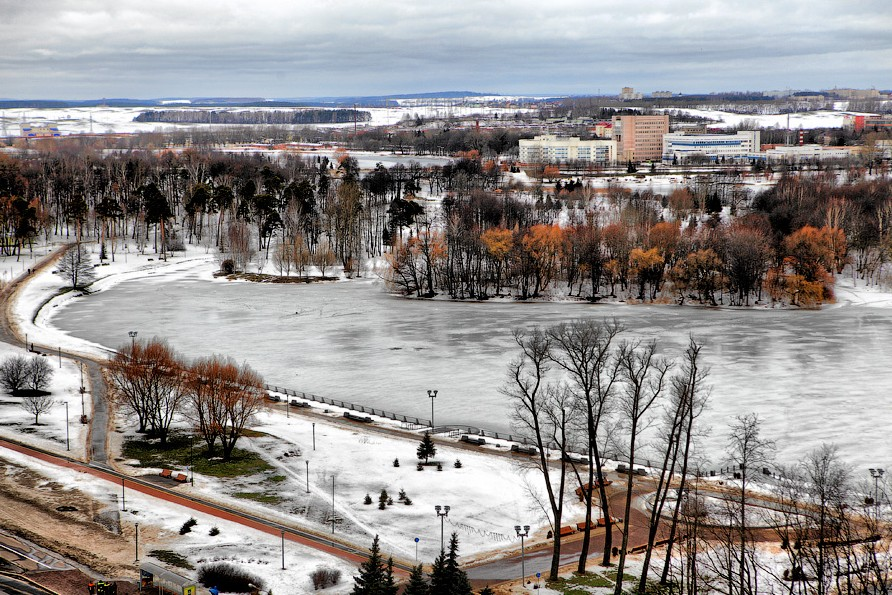
冬季結冰時